# Michael Clarke (crickettista)
Michael John Clarke (Liverpool, 2 aprile 1981) è un crickettista australiano.

## Biografia
Professionista dal 2000 nel New South Wales Cricket Team, ha poi militato anche nel campionato inglese e quello indiano. A livello internazionale ha esordito nel 2003 in un One Day International contro l'Inghilterra mentre all'anno successivo risale il primo Test Match, contro l'India. Dopo il ritiro di Ricky Ponting è stato nominato capitano della nazionale australiana.